# Pensax
Pensax – osada w Anglii, w hrabstwie Worcestershire, w dystrykcie Malvern Hills. Leży 19 km na północny zachód od miasta Worcester i 181 km na północny zachód od Londynu. Miejscowość liczy 317 mieszkańców.